# Huo Li
Huo Li (chinesisch 霍麗; * 25. Dezember 1980) ist eine ehemalige chinesische Skilangläuferin.

## Werdegang
Huo startete international erstmals bei der Winter-Universiade 2005 in Seefeld in Tirol. Dort belegte sie den 67. Platz im Sprint, den 62. Rang über 5 km Freistil und den 26. Platz im 15-km-Massenstartrennen. In der Saison 2005/06 gab sie in Changchun ihr Debüt im Weltcup, wo sie den 33. Platz im Sprint belegte und lief bei den Olympischen Winterspielen in Turin auf den 55. Platz über 10 km klassisch sowie auf den 46. Rang im 30-km-Massenstartrennen. Im folgenden Jahr holte sie Changchun mit dem 28. Platz im Sprint und dem 17. Rang über 10 km klassisch ihre einzigen Weltcuppunkte und errang bei den Winter-Asienspielen 2007 in Changchun den 11. Platz über 5 km klassisch. Ihr letztes Weltcuprennen absolvierte sie im November 2007 in Beitostølen, welches sie auf dem 13. Platz mit der Staffel beendete.